# Wereldkampioenschap Puzzelen
Het Wereldkampioenschap Puzzelen (vaak afgekort als WPC ) is een jaarlijkse internationale puzzelwedstrijd die wordt georganiseerd door de Wereld Puzzel Federatie. Alle puzzels in de competitie zijn zuiver logische problemen op basis van eenvoudige principes, die zo ontworpen zijn, dat ze ongeacht de taal of cultuur gespeeld kunnen worden.
Nationale teams worden afgevaardigd door de lokale afdelingen van de Wereld Puzzel Federatie. Van de 22 kampioenschappen (teamcategorie) tot nu toe gehouden, zijn er 14 gewonnen door de Verenigde Staten, 5 door Duitsland, 3 door Tsjechië, en 1 door Japan (2002). De meest succesvolle individuele deelnemer is Ulrich Voigt (Duitsland) met 11 titels tussen 2000 en 2016.

## Begin
Het WK Puzzelen was het geesteskind van Will Shortz, die een evenement wilde waar puzzelaars uit verschillende landen de strijd aan konden binden op een gelijk speelveld. Voordien was de Internationale kruiswoordraadsel Marathon de belangrijkste internationale wedstrijd voor het oplossen van puzzels. Shortz had die elk jaar bijgewoond, maar omdat de deelnemers hun eigen regels taal en kruiswoordraadsel gebruikten, was het niet een erg goede basis om de puzzelvaardigheden tussen culturen te vergelijken. Shortz creëerde de WPC om deze gebreken te overwinnen. Zoals al was geschreven door Nick Baxter, co-directeur van het Amerikaanse Puzzle Championship, ligt de uitdaging van de wedstrijd in de snelheid.
De eerste WPC werd gehouden in New York in 1992, en Shortz was de organisator en Helene Hovanec was de coördinator. Elke WPC is tot en met 2023 steeds in een andere stad gehouden. In 2024 werd deze traditie gebroken, toen Beijing de tweede keer gastheer was.

## Deelnemers
Anno 2024 zijn 35 landen officieel lid van de Wereld Puzzel Federatie. Individuen kunnen ook deelnemen als hun land niet is vertegenwoordigd door een nationaal team. Aan het WPC van 2013 deden 145 deelnemers uit 26 landen mee.
In 2002 werd Niels Roest in Oulu als eerste Nederlander individueel Wereldkampioen. In 2004 wist hij dit te herhalen.

## Uitslagen (samenvatting)
|      | Locatie        | Locatie  | Individueel                            | Individueel                            | Individueel                            | Team                                   | Team                                   | Team                                   |                                        |
| Jaar | Stad           | Land     | Goud                                   | Zilver                                 | Brons                                  | Goud                                   | Zilver                                 | Brons                                  | Ref                                    |
| ---- | -------------- | -------- | -------------------------------------- | -------------------------------------- | -------------------------------------- | -------------------------------------- | -------------------------------------- | -------------------------------------- | -------------------------------------- |
| 2024 | Beijing        | CHN      | Aanstaande                             | Aanstaande                             | Aanstaande                             | Aanstaande                             | Aanstaande                             | Aanstaande                             | Aanstaande                             |
| 2023 | Toronto        | CAN      | JPN Ken Endo                           | USA Walker Anderson                    | USA Thomas Luo                         | USA                                    | GER                                    | JPN                                    | [ 7 ]                                  |
| 2022 | Kraków         | POL      | JPN Ken Endo                           | IND Prasanna Seshadri                  | USA Thomas Luo                         | JPN                                    | USA                                    | GER                                    | [ 8 ]                                  |
| 2021 | Shanghai       | CHN      | Niet doorgegaan vanwege Coronapandemie | Niet doorgegaan vanwege Coronapandemie | Niet doorgegaan vanwege Coronapandemie | Niet doorgegaan vanwege Coronapandemie | Niet doorgegaan vanwege Coronapandemie | Niet doorgegaan vanwege Coronapandemie | Niet doorgegaan vanwege Coronapandemie |
| 2020 | Shanghai       | CHN      | Niet doorgegaan vanwege Coronapandemie | Niet doorgegaan vanwege Coronapandemie | Niet doorgegaan vanwege Coronapandemie | Niet doorgegaan vanwege Coronapandemie | Niet doorgegaan vanwege Coronapandemie | Niet doorgegaan vanwege Coronapandemie | Niet doorgegaan vanwege Coronapandemie |
| 2019 | Kirchheim      | GER      | GER Philipp Weiß                       | JPN Ken Endo                           | USA Walker Anderson                    | USA                                    | GER                                    | JPN                                    | [ 9 ]                                  |
| 2018 | Praag          | Tsjechië | USA Thomas Snyder                      | USA Palmer Mebane                      | JPN Ken Endo                           | USA                                    | GER                                    | JPN                                    | [ 10 ]                                 |
| 2017 | Bangalore      | IND      | JPN Ken Endo                           | JPN Ken Endo                           | USA Walker Anderson                    | JPN                                    | USA                                    | GER                                    | [ 11 ]                                 |
| 2016 | Senec          | SVK      | GER Ulrich Voigt                       | USA Palmer Mebane                      | JPN Ken Endo                           | GER                                    | JPN                                    | USA                                    |                                        |
| 2015 | Sofia          | BUL      | JPN Ken Endo                           | GER Ulrich Voigt                       | USA Palmer Mebane                      | GER                                    | JPN                                    | USA                                    | [ 12 ]                                 |
| 2014 | Londen         | GBR      | GER Ulrich Voigt                       | USA Palmer Mebane                      | GER Florian Kirch                      | GER                                    | JPN                                    | USA                                    | [ 13 ]                                 |
| 2013 | Beijing        | CHN      | GER Ulrich Voigt                       | USA Palmer Mebane                      | USA Thomas Snyder                      | USA                                    | GER                                    | JPN                                    | [ 14 ]                                 |
| 2012 | Kraljevica     | CRO      | GER Ulrich Voigt                       | USA Thomas Snyder                      | USA Palmer Mebane                      | GER                                    | JPN                                    | USA                                    | [ 15 ]                                 |
| 2011 | Eger           | HUN      | USA Palmer Mebane                      | GER Ulrich Voigt                       | USA Thomas Snyder                      | USA                                    | GER                                    | JPN                                    | [ 16 ]                                 |
| 2010 | Paprotnia      | POL      | JPN Taro Arimatsu                      | GER Ulrich Voigt                       | JPN Hideaki Jo                         | USA                                    | JPN                                    | GER                                    | [ 17 ]                                 |
| 2009 | Antalya        | TUR      | GER Ulrich Voigt                       | SVK Peter Hudak                        | TUR Mehmet Murat Sevim                 | GER                                    | USA                                    | JPN                                    | [ 18 ]                                 |
| 2008 | Minsk          | BLR      | GER Ulrich Voigt                       | TUR Mehmet Murat Sevim                 | USA Roger Barkan                       | USA                                    | JPN                                    | CZE                                    | [ 19 ]                                 |
| 2007 | Rio de Janeiro | BRA      | HUN Pal Madarassy                      | USA Thomas Snyder                      | GER Ulrich Voigt                       | USA                                    | JPN                                    | BEL                                    | [ 20 ]                                 |
| 2006 | Borovets       | BUL      | GER Ulrich Voigt                       | USA Wei-Hwa Huang                      | JPN Maho Yokota                        | USA                                    | GER                                    | JPN                                    | [ 21 ]                                 |
| 2005 | Eger           | HUN      | GER Ulrich Voigt                       | USA Wei-Hwa Huang                      | NED Niels Roest                        | GER                                    | USA                                    | JPN                                    | [ 22 ]                                 |
| 2004 | Opatija        | CRO      | NED Niels Roest                        | GER Ulrich Voigt                       | USA Roger Barkan                       | USA                                    | GER                                    | HUN                                    | [ 23 ]                                 |
| 2003 | Arnhem         | NED      | GER Ulrich Voigt                       | USA Wei-Hwa Huang                      | USA Roger Barkan                       | GER                                    | USA                                    | NED                                    | [ 24 ]                                 |
| 2002 | Oulu           | FIN      | NED Niels Roest                        | GER Roland Voigt                       | GER Ulrich Voigt                       | JPN                                    | GER                                    | USA                                    | [ 25 ]                                 |
| 2001 | Brno           | CZE      | GER Ulrich Voigt                       | CZE Robert Babilon                     | USA Zack Butler                        | USA                                    | CZE                                    | BEL                                    | [ 26 ]                                 |
| 2000 | Stamford       | USA      | GER Ulrich Voigt                       | USA Wei-Hwa Huang                      | NED Niels Roest                        | USA                                    | NED                                    | GER                                    | [ 27 ]                                 |
| 1999 | Boedapest      | HUN      | USA Wei-Hwa Huang                      | USA Zack Butler                        | NED Niels Roest                        | USA                                    | NED                                    | CZE                                    | [ 28 ]                                 |
| 1998 | Istanbul       | TUR      | USA Wei-Hwa Huang                      | JPN Akira Nakai                        | USA Zack Butler                        | USA                                    | JPN                                    | HUN                                    | [ 29 ]                                 |
| 1997 | Koprivnica     | CRO      | USA Wei-Hwa Huang                      | USA Ron Osher                          | CZE Robert Babilon                     | CZE                                    | USA                                    | HUN                                    | [ 30 ]                                 |
| 1996 | Utrecht        | NED      | CZE Robert Babilon                     | USA Zack Butler                        | USA Wei-Hwa Huang                      | USA                                    | CZE                                    | TUR                                    | [ 31 ]                                 |
| 1995 | Poiana Brasov  | ROU      | USA Wei-Hwa Huang                      | HUN Gyorgy Istvan                      | CZE Pavel Kalhous                      | USA                                    | CZE                                    | HUN                                    | [ 32 ]                                 |
| 1994 | Cologne        | GER      | USA Ron Osher                          | CZE Pavel Kalhous                      | CRO Pero Galogaza                      | CZE                                    | USA                                    | CRO                                    | [ 33 ]                                 |
| 1993 | Brno           | CZE      | CZE Robert Babilon                     | USA Wei-Hwa Huang                      | CZE Pavel Kalhous                      | CZE                                    | USA                                    | CAN                                    | [ 34 ]                                 |
| 1992 | New York       | USA      | CAN David Samuel                       | CAN Darren Rigby                       | USA Daniel Johnson                     | USA                                    | ARG                                    | POL                                    | [ 35 ]                                 |

## Gebruikte klassieke puzzels
Incomplete lijst, in alfabetische volgorde:
- Balance
- Zeeslag
- Fillomino
- Hitori
- Kakuro
- Nonogram
- Number Link
- Slitherlink
- Sudoku en vele varianten